# Wasilków
Wasilków ist eine Stadt im Powiat Białostocki in der Woiwodschaft Podlachien, Polen. Sie ist ebenfalls Sitz der gleichnamigen Stadt-und-Land-Gemeinde. Die Stadt gehört zur Metropolregion Białystok.

## Geographie
Wasilków liegt etwa acht Kilometer nordöstlich von Białystok am Fluss Supraśl.

## Geschichte
Erste Besiedlungsspuren in und um Wasilków sind bis zum Jahr 3800 v. Chr. nachweisbar. Archäologische Fundstellen im Ortsteil Rybniki deuten auf eine Feuersteinmine hin.
Im 11. Jahrhundert gehörte das Gebiet um Wasilków zum Kiewer Rus. Seit 1140 gehörte die Gegend zum Fürstentum Wolodymyr und danach zum Fürstentum Halytsch-Wolodymyr. Die erste schriftliche Erwähnung des Gebietes stammt aus dem Jahr 1358. Siemowit III., Fürst von Masowien, und Kęstutis, Großfürst von Litauen, legten den Grenzverlauf in diesem Gebiet fest. Der Name "Wasilków" wurde 1524 von Sigismund I. benutzt. Am 8. Dezember 1566 wurde Wasilków von Sigismund II. August das Stadtrecht verliehen, sowie das Recht Maut und Zölle zu erheben. Am 10. Dezember des gleichen Jahres verfügte König Sigismund II. August, dass in Wasilków eine Pfarrei gegründet wird. Eine erste Holzkirche wurde im darauffolgenden Jahr errichtet. Der zentrale Punkt der historischen Stadt war der Marktplatz mit einer Abmessung von 200 × 135 Meter. Die Mitte des Platzes bildete das Rathaus. Mitte des 17. Jahrhunderts lebten 500 Menschen in der Stadt.
Nach der Dritten Teilung Polens fiel Wasilków an Preußen, mit dem Vertrag von Tilsit dann an Russland. Die russische Verwaltung begann damit Eigentum der Unierten Kirchen in Wasilków an die Russisch-Orthodoxe Kirche zu übertragen. Am 22. Mai 1853 wurde am südöstlichen Ende des Marktplatzes eine Kirche vom orthodoxen Bischof Józef Siemaszko geweiht. Als Folge der Teilnahme der Bevölkerung von Wasilków am Januaraufstand kam es zu Repressalien. 1880 hatte die Stadt 3800 Einwohner. Bei einem Großbrand am 5. Mai 1895 wurde fast die Hälfte der Stadt zerstört. Das Feuer forderte zehn Tote.
Am 16. September 1939 wurde die Stadt von der Wehrmacht besetzt, im gleichen Monat wurde die Stadt an die Rote Armee übergeben. Viele der Einwohner wurden danach nach Kasachstan deportiert. Nach der erneuten Besetzung durch deutsche Truppen wurde im August 1941 ein jüdisches Ghetto für 1250 Personen gebildet. Im November 1942 wurden 1180 Menschen ins Vernichtungslager Treblinka transportiert und ermordet. Ein Teil der Bevölkerung kämpfte in der polnischen Heimatarmee gegen die deutschen Besatzer und nach dem Krieg gegen das pro-sowjetische kommunistische Regime. Als der Krieg zu Ende war, waren 20 % der Stadt zerstört.
1946 hatte Wasilków 3849 Einwohner. 1953 wurde eine Grotte nach dem Vorbild von Lourdes über einer Quelle errichtet. 1956 wurde das Bauwerk von polnischen Behörden beschädigt, was in der Bevölkerung zu Unmut führte. 1965 wurde mit dem Bau eines Staudammes begonnen, der 1968 abgeschlossen wurde.
Am 27. Mai 1990 wurde die erste freie Kommunalwahl seit über 50 Jahren abgehalten.
Von 1975 bis 1998 gehörte Wasilków zur Woiwodschaft Białystok.

## Gemeinde
Die Gemeinde hat eine Flächenausdehnung von 127,00 km². 40 % des Gemeindegebiets werden landwirtschaftlich genutzt, 48 % sind mit Wald bedeckt.
Durch die Gemeinde verlaufen die Droga krajowa 8 und die Droga krajowa 19 sowie die Eisenbahnlinie Nr. 6 Zielonka – Kuźnica Białostocka.